# تیناریون
تیناریون (به انگلیسی: Tinariwen) (به طوارقی:ⵜⵏⵔⵓⵏ)، به معنی بیابان‌ها؛ یک گروه موسیقی طوارقی از اقوام بربر صحرای بزرگ آفریقا در شمال مالی است. این گروه در سال ۱۹۷۹ در شهر تمنراست در کشور الجزایر تشکیل شد. اما پس از آتش‌بس در میانه دهه ۱۹۹۰ (میلادی) به مالی بازگشت. 

## جوایز
گروه تیناریون در سال ۲۰۱۲ (میلادی) بخاطر آلبوم Tassili موفق به دریافت جایزه گرمی در بخش موسیقی ملل شد.